# Coupe de France féminine de volley-ball 2009-2010
Navigation
Saison précédente Saison suivante
La Coupe de France de volley-ball 2009-10 oppose les 11 équipes françaises de volley-ball de Ligue A.

## Listes des équipes en compétition
- SES Calais
- RC Cannes
- Le Cannet-Rocheville
- Évreux VB
- Istres OP
- ASPTT Mulhouse
- AS Saint-Raphaël
- Stade-Français-Saint-Cloud
- Terville-Florange
- Vandœuvre-Nancy
- Venelles VB

## Formule de la compétition
Les 4 équipes européennes ne participent pas aux 1/8es de finale + un exempt. Les 6 équipes qualifiées jouent des matchs à élimination directe. Le club vainqueur de chaque match se qualifie pour les quarts de finale.

## Phase finale
|  | Quarts de finale                         | Quarts de finale                                   |                  |   | Demi-finales                                  | Demi-finales                                  |  |  | Finale                                           | Finale                                           |
|  | Quarts de finale                         | Quarts de finale                                   |                  |   | Demi-finales                                  | Demi-finales                                  |  |  | Finale                                           | Finale                                           |
|  |                                          |                                                    |                  |   |                                               |                                               |  |  |                                                  |                                                  |
|  | 27 février 2010, 23-25 25-27 27-29       | 27 février 2010, 23-25 25-27 27-29                 |                  |   | Mulhouse, le 17 mars 2010 (25-12 25-18 25-11) | Mulhouse, le 17 mars 2010 (25-12 25-18 25-11) |  |  | Paris, le 28 mars 2010 (25-20 20-25 15-25 16-25) | Paris, le 28 mars 2010 (25-20 20-25 15-25 16-25) |
|  | 27 février 2010, 23-25 25-27 27-29       | 27 février 2010, 23-25 25-27 27-29                 |                  |   | Mulhouse, le 17 mars 2010 (25-12 25-18 25-11) | Mulhouse, le 17 mars 2010 (25-12 25-18 25-11) |  |  | Paris, le 28 mars 2010 (25-20 20-25 15-25 16-25) | Paris, le 28 mars 2010 (25-20 20-25 15-25 16-25) |
|  | Évreux VB                                | 0                                                  |                  |   | Mulhouse, le 17 mars 2010 (25-12 25-18 25-11) | Mulhouse, le 17 mars 2010 (25-12 25-18 25-11) |  |  | Paris, le 28 mars 2010 (25-20 20-25 15-25 16-25) | Paris, le 28 mars 2010 (25-20 20-25 15-25 16-25) |
|  | Évreux VB                                | 0                                                  |                  |   | Mulhouse, le 17 mars 2010 (25-12 25-18 25-11) | Mulhouse, le 17 mars 2010 (25-12 25-18 25-11) |  |  | Paris, le 28 mars 2010 (25-20 20-25 15-25 16-25) | Paris, le 28 mars 2010 (25-20 20-25 15-25 16-25) |
|  | ASPTT Mulhouse                           | 3                                                  |                  |   | Mulhouse, le 17 mars 2010 (25-12 25-18 25-11) | Mulhouse, le 17 mars 2010 (25-12 25-18 25-11) |  |  | Paris, le 28 mars 2010 (25-20 20-25 15-25 16-25) | Paris, le 28 mars 2010 (25-20 20-25 15-25 16-25) |
|  | ASPTT Mulhouse                           | 3                                                  | ASPTT Mulhouse   | 3 |                                               |                                               |  |  | Paris, le 28 mars 2010 (25-20 20-25 15-25 16-25) | Paris, le 28 mars 2010 (25-20 20-25 15-25 16-25) |
|  | 27 février 2010, 25-23 25-14 21-25 25-20 |                                                    | ASPTT Mulhouse   | 3 |                                               |                                               |  |  | Paris, le 28 mars 2010 (25-20 20-25 15-25 16-25) | Paris, le 28 mars 2010 (25-20 20-25 15-25 16-25) |
|  |                                          | SES Calais                                         | 0                |   |                                               |                                               |  |  | Paris, le 28 mars 2010 (25-20 20-25 15-25 16-25) | Paris, le 28 mars 2010 (25-20 20-25 15-25 16-25) |
|  | SES Calais                               | SES Calais                                         | 0                | 3 |                                               |                                               |  |  | Paris, le 28 mars 2010 (25-20 20-25 15-25 16-25) | Paris, le 28 mars 2010 (25-20 20-25 15-25 16-25) |
|  | SES Calais                               |                                                    |                  | 3 |                                               |                                               |  |  | Paris, le 28 mars 2010 (25-20 20-25 15-25 16-25) | Paris, le 28 mars 2010 (25-20 20-25 15-25 16-25) |
|  | Le Cannet-Rocheville                     | 1                                                  |                  |   |                                               |                                               |  |  | Paris, le 28 mars 2010 (25-20 20-25 15-25 16-25) | Paris, le 28 mars 2010 (25-20 20-25 15-25 16-25) |
|  | Le Cannet-Rocheville                     | 1                                                  | ASPTT Mulhouse   | 1 |                                               |                                               |  |  |                                                  |                                                  |
|  | 27 février 2010, 24-26 25-22 25-17 26-24 |                                                    | ASPTT Mulhouse   | 1 |                                               |                                               |  |  |                                                  |                                                  |
|  |                                          | RC Cannes                                          | 3                |   |                                               |                                               |  |  |                                                  |                                                  |
|  | AS Saint-Raphaël                         | RC Cannes                                          | 3                | 3 |                                               |                                               |  |  |                                                  |                                                  |
|  | AS Saint-Raphaël                         | Saint-Raphaël, le 17 mars 2010 (14-25 20-25 21-25) |                  | 3 |                                               |                                               |  |  |                                                  |                                                  |
|  | Stade-Français-Saint-Cloud               | 1                                                  |                  |   |                                               |                                               |  |  |                                                  |                                                  |
|  | Stade-Français-Saint-Cloud               | 1                                                  | AS Saint-Raphaël | 0 |                                               |                                               |  |  |                                                  |                                                  |
|  | 28 février 2010, 16-25 13-25 13-25       |                                                    | AS Saint-Raphaël | 0 |                                               |                                               |  |  |                                                  |                                                  |
|  |                                          | RC Cannes                                          | 3                |   |                                               |                                               |  |  |                                                  |                                                  |
|  | Istres OP                                | RC Cannes                                          | 3                | 0 |                                               |                                               |  |  |                                                  |                                                  |
|  | Istres OP                                |                                                    |                  | 0 |                                               |                                               |  |  |                                                  |                                                  |
|  | RC Cannes                                | 3                                                  |                  |   |                                               |                                               |  |  |                                                  |                                                  |
|  | RC Cannes                                | 3                                                  |                  |   |                                               |                                               |  |  |                                                  |                                                  |